# 1870 en Belgique
Chronologie de la Belgique
- 1866
- 1867
- 1868
- 1869
- 1870
- 1871
- 1872
- 1873
- 1874

Cette page recense des événements qui se sont produits durant l'année 1870 en Belgique.

## Chronologie
- 4 mars : loi sur le temporel des cultes. L'État n'intervient pas dans la nomination des membres des fabriques d'église mais exige le contrôle de la comptabilité des cultes[1].
- 16 juin : démission du gouvernement Frère-Orban I (libéral)[2].
- 18 juin : refondation de l'abbaye d'Affligem, fermée depuis 1796.
- 2 juillet : installation du gouvernement d'Anethan (catholique)[2].
- 13 juillet : 200 délégués issus de 42 associations participent au convent libéral à Bruxelles. Le programme du parti est remanié[3].

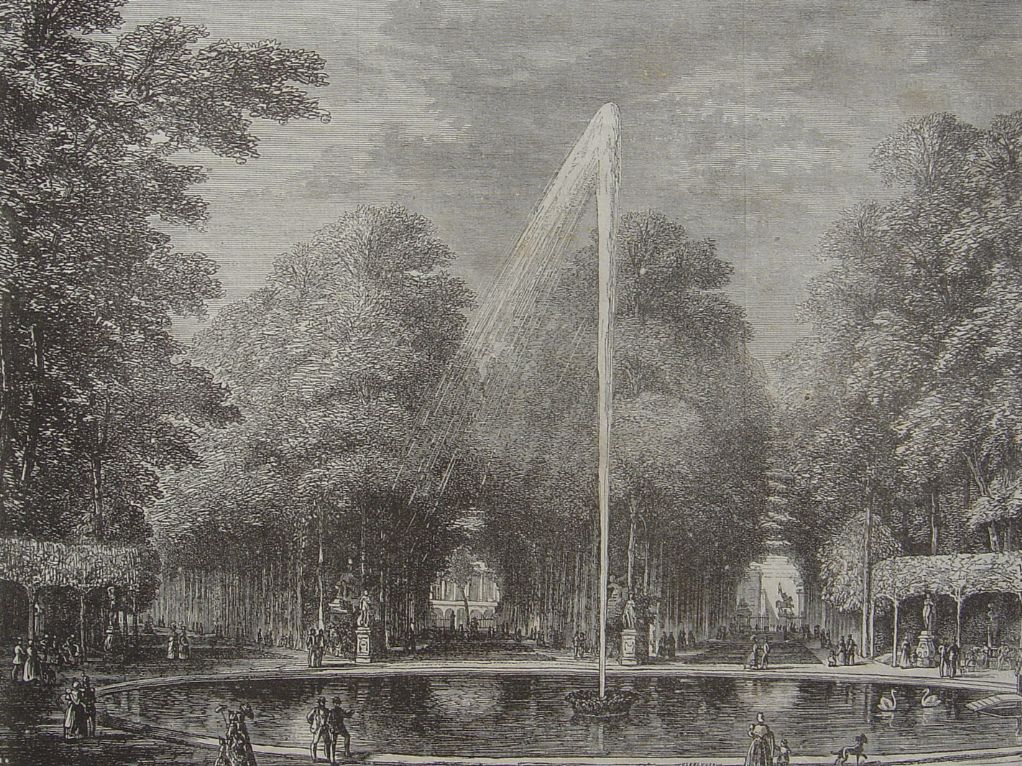
Vue du bassin du parc de Bruxelles, dans L'Illustration européenne, n°1, novembre 1870.

- Novembre 1870 : première parution de L'Illustration européenne, hebdomadaire francophone.

## Naissances
- 4 février : Raoul Warocqué, homme d'affaires († 28 mai 1917).
- 7 avril : Joseph Ryelandt, compositeur et professeur de musique († 29 juin 1965).
- 31 mai : Louis de Brouckère, homme politique († 4 juin 1951).
- 13 juin : Jules Bordet, médecin et microbiologiste, prix Nobel de physiologie ou médecine en 1919 († 6 avril 1961).
- 28 juillet : Henri Jaspar, avocat et homme d'État († 15 février 1939).
- 5 décembre : Victor Grégoire, botaniste († 12 décembre 1938).

## Décès
- 23 mars : Louis Paternostre, peintre (° 16 octobre 1824).
- 8 avril : Charles-Auguste de Bériot, compositeur et violoniste (° 20 février 1802).
- 18 juillet : Théodore Lacordaire, entomologiste (° 1er février 1801).